# Религијска толеранција
Религијска толеранција је толеранција када људи у некој заједници допуштају другим људима да мисле или практикују различите религије и веровања. У земљи са државном религијом, толеранција значи да власт дозвољава другим религијама да буду тамо и да имају сва права. Многе су државе у прошлим вековима допуштале друге религије, али само у приватности. Ово је постало ретко. Други допуштају јавну религију, али практикују верску дискриминацију на друге начине.